# خوزه سوتو
خوزه سوتو (انگلیسی: José Souto; ۲۰ دسامبر ۱۹۵۹ – ۱۵ ژانویهٔ ۲۰۱۹) بازیکن فوتبال اهل فرانسه بود.
از باشگاه‌هایی که در آن بازی کرده‌است می‌توان به باشگاه فوتبال لانس، باشگاه فوتبال متس، و باشگاه فوتبال استراسبورگ اشاره کرد.